# Gnathium californicum
Gnathium californicum är en skalbaggsart som först beskrevs av Henry Frederick Wickham 1905.  Gnathium californicum ingår i släktet Gnathium och familjen oljebaggar. Inga underarter finns listade i Catalogue of Life.